# Henriette Hannah Bodenheimer
Henriette Hannah Bodenheimer (hebräisch הנרייטה חנה בודנהיימר; geboren 21. Juli 1898 in Köln; gestorben 22. März 1992 in Jerusalem) war eine deutsch-israelische Berufsschullehrerin und Historikerin des Zionismus in Deutschland.

## Leben
Henriette Hannah Bodenheimer war eine Tochter des Juristen und Zionisten Max Bodenheimer (1865–1940) und der Rosa Dalberg (1876–1938). Sie hatte eine Schwester, die Juristin wurde, und den Bruder Friedrich Simon Bodenheimer, der als Zoologe reüssierte, ihre Mutter engagierte sich als Frauenrechtlerin.
Bodenheimer besuchte ein Lyceum in Köln und begann 1921 ein Studium an der Universität Bonn. Stattdessen absolvierte sie eine Landwirtschaftsschule. Sie gehörte 1926 zu den Gründern der Wirtschaftlichen Frauenschule auf dem Lande in Wolfratshausen und leitete diese bis zum Jahr 1932. Die Schule wurde unterstützt von der Münchener Ortsgruppe des Jüdischen Frauenbundes und war vom bayerischen Erziehungsministerium anerkannt. 1931 erhielt Bodenheimer in Preußen die staatliche Anerkennung als Gewerbelehrerin für Landwirtschaft und als Hauswirtschaftslehrerin. Am 1. April 1932 erteilte das Berliner Provinzialschulkollegium, Abteilung III, Bodenheimer das Zertifikat als Gewerbe- und Handelslehrerin an Hauswirtschaftsschulen. Damit kehrte sie nach Köln zurück, um sich auf die Eröffnung einer eigenen Mädchenschule vorzubereiten (Oktober 1932 bis März 1933), die sie leiten wollte. 
Nach der Machtübergabe an die Nationalsozialisten wurde Bodenheimer aus dem Staatsdienst entlassen. Sie emigrierte mit ihren Eltern nach Palästina, wo sie Zeitungsbeiträge in Deutsch, Hebräisch und Englisch veröffentlichte. Bodenheimer kümmerte sich in den nächsten Jahren um den schriftlichen Nachlass ihres 1940 gestorbenen Vaters und arbeitete die Frühgeschichte des politischen Zionismus in Deutschland auf, zu dessen Initiatoren Max Bodenheimer gehört hatte.

## Schriften (Auswahl)

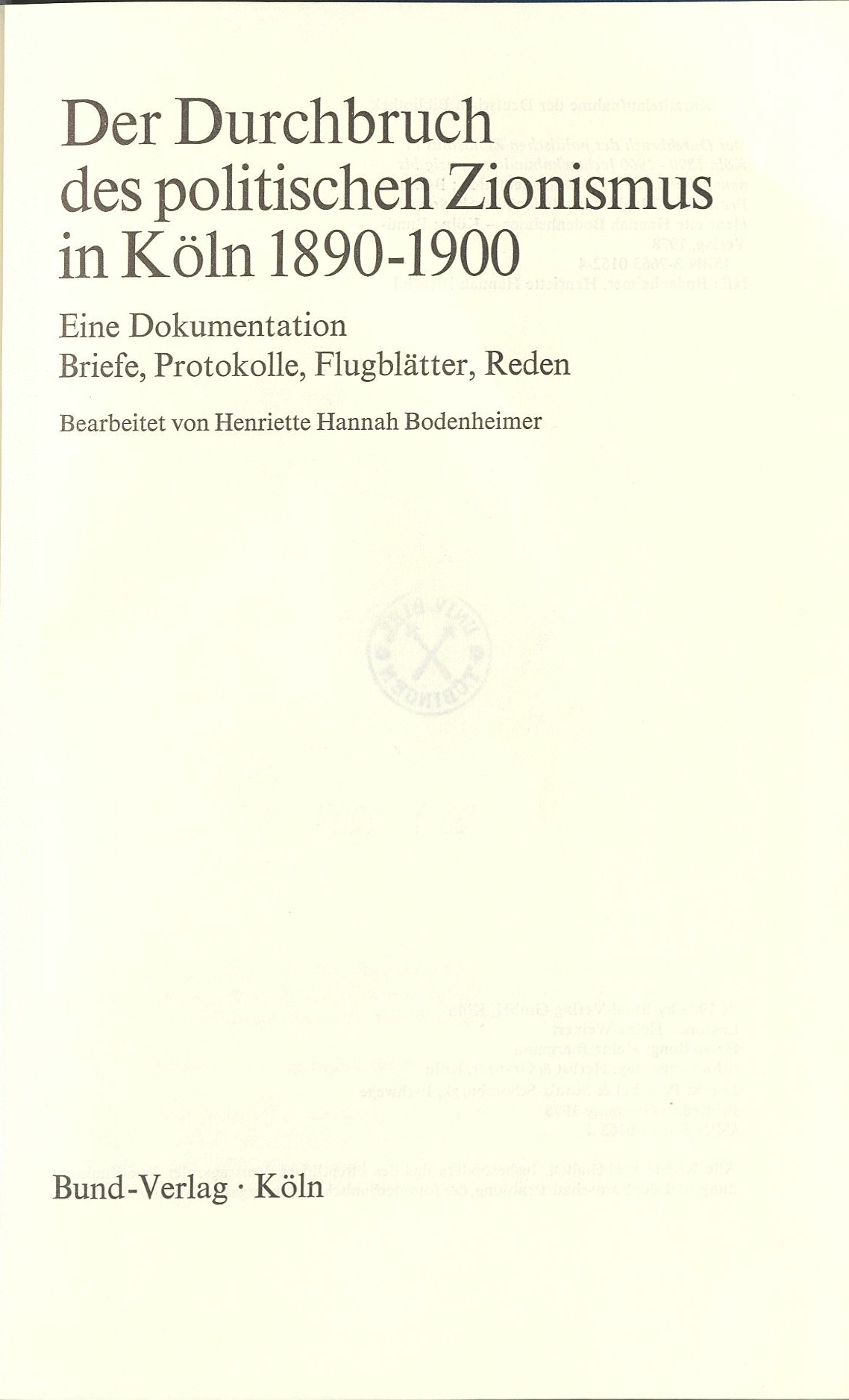

- Max Isidor Bodenheimer: So wurde Israel : Aus der Geschichte der zionistischen Bewegung. Erinnerungen. Hrsg. von Henriette Hannah Bodenheimer. Frankfurt am Main : Europäische Verlags-Anstalt, 1958
- Henriette Hannah Bodenheimer (Hrsg.): Im Anfang der zionistischen Bewegung : Eine Dokumentation auf der Grundlage des Briefwechsels zwischen Theodor Herzl und Max Bodenheimer von 1896 bis 1905. Frankfurt am Main : Europäische Verlags-Anstalt, 1965.
- Die Zionisten und das kaiserliche Deutschland. Bensberg : Schäuble, 1972
  - Die Zionisten und das kaiserliche Deutschland : zur Zeit der Reise Wilhelms II. nach Palästina. Jerusalem : Kiryat Sefer, 1981, 2. verbesserte Auflage
- Der Durchbruch des politischen Zionismus in Köln 1890–1900 : eine Dokumentation ; Briefe, Protokolle, Flugblätter, Reden. Köln  : Bund-Verlag, 1978
- Max Bodenheimer – ein zionistisches Lebensbild : nach seinen Schriften und Briefen. Köln : d + p, 1986
- Max Isidor Bodenheimer (1865–1940). In: Rheinische Lebensbilder, Band 12, Rheinland Verlag, Köln 1991, S. 233–256